# Фахд аль-Кандарі
Фахд аль-Ка́ндарі (араб. فَهْد الْكَنْدَرِي; нар. 28 червня 1982, Кувейт) — кувейтський читець Корану, ісламський проповідник, телеведучий та імам.
У 2012 році заснував компанію Forfrem, а у 2013 році був призначений послом організації Qatar Charity. Вів ісламську передачу «Подорож із Кораном» та багато ін..

## Біографія
Шейх Фахд аль-Кандарі народився 28 червня 1982 року в Кувейті.
Він вивчав Коран з дитинства та брав участь у багатьох конкурсах з Корану, у більшості з яких посідав перші місця.
До 15 років вивчив Коран напам'ять під керівництвом шейха Рашада ібн Мухаммада Саїда Ахмада Алама.
Був імамом у багатьох мечетях Кувейту та за кордоном.
У той же час він отримав можливість очолювати молитви у мечеті аль-Хай, а потім у 1999 році перейшов до мечеті аль-Амір у Ярмуку, а у 2001 році — до мечеті аль-Колаїб. Його кар'єра імама продовжилася за межами країни, зокрема, в Катарі, де він очолював молитви в мечеті Мухаммеда ібн Адб аль-Ваххаба на місяць Рамадан в 1433 хіджри (2012).
Він поєднує призовну діяльність (дават), медіа — продюсерську діяльність та участь у телепередачах, у тому числі в релігійних програмах, наприклад, про ісламського проповідника Фахда аль-Кандарі.
Паралельно з діяльністю імама, після закінчення педагогічного факультету в Кувейті, він обіймав низку посад та обов'язків, наприклад, у 2012 році заснував компанію «Forfrem», а у 2013 році був призначений послом організації «Qatar Charity». Крім того, у 2014 році він працював генеральним керівником програми «Halaqat assawt annadiy fi mobrat almotamayizin». З 2000 року він також є офіційним імамом, і його перший запис був зроблений для сур Корана аль-Ісра, ар-Рахман і аль-Хакка, яка була видатною і отримала схвалення аудиторії. З точки зору медіа та маркетингу, шейх Фахд Аль-Кандарі вів низку телевізійних програм, у тому числі «Bel Quran Ehtadayt» та телепередачу «Мандрівник з Кораном» на каналі «Rissala» (араб. الرِّسَالَةٌ) в 1434 по хиджрі.
Крім того, він брав участь у різних релігійних телепередачах і зміг перемогти на міжнародному конкурсі читців Корану в Кувейті.